# Wilhelm Munthe
Abraham Wilhelm Støren Munthe (Kristiania, 20 ottobre 1883 – Oslo, 18 dicembre 1965) è stato un genealogista norvegese.

## Biografia
Era il figlio di Olaf Jens Andreas Wilhelm Munthe, e di sua moglie, Helene Andrea Støren. Sposò, nel 1917, Jenny Hempel.

## Carriera
Studiò alla Kristiania Cathedral School e lavorò presso la Biblioteca Universitaria di Kristiania dal 1903. Studiò all'Università di Berlino (1913-1914) e lavorò presso le biblioteche di Uppsala, Stoccolma e Copenaghen (1915-1916), dal 1920 è stato capo della collezione della scrittura presso la Biblioteca dell'Università di Oslo e dal 1922 è stato nominato direttore della biblioteca, una posizione che ha mantenuto fino al suo ritiro nel 1953. Tra le sue opere vis sono: De Norske bibliotekers historie (1927), American Librarianship from a European Angle (1939), Litterære falsknerier (1942) e nel 1947 saggio Librerie norvegesi durante la guerra. 
Ricevette la Laurea honoris causa dall'Università di Toronto e dell'Università di Uppsala.